# Portas do Mar

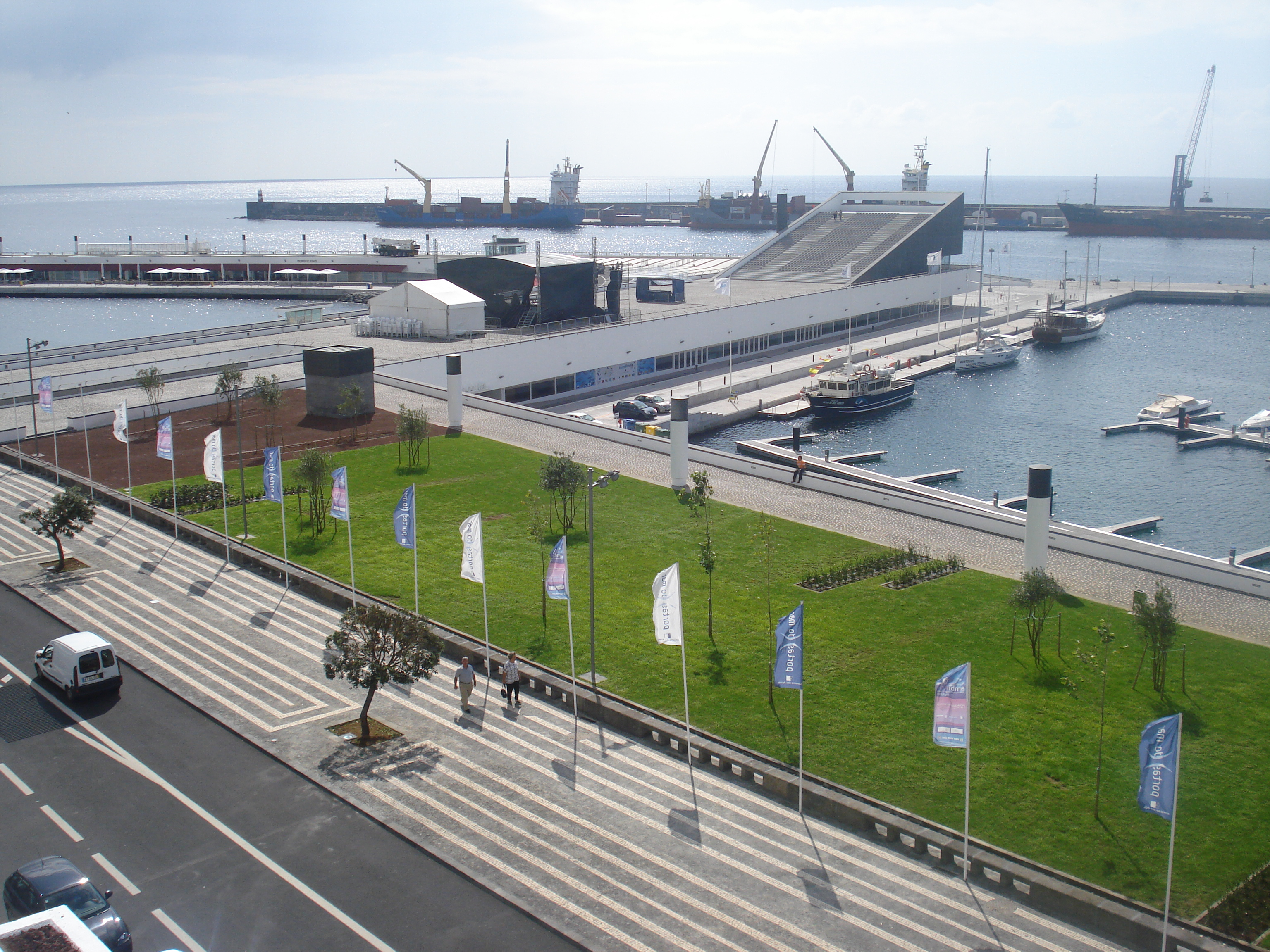
Portas do Mar, Ponta Delgada: exterior.

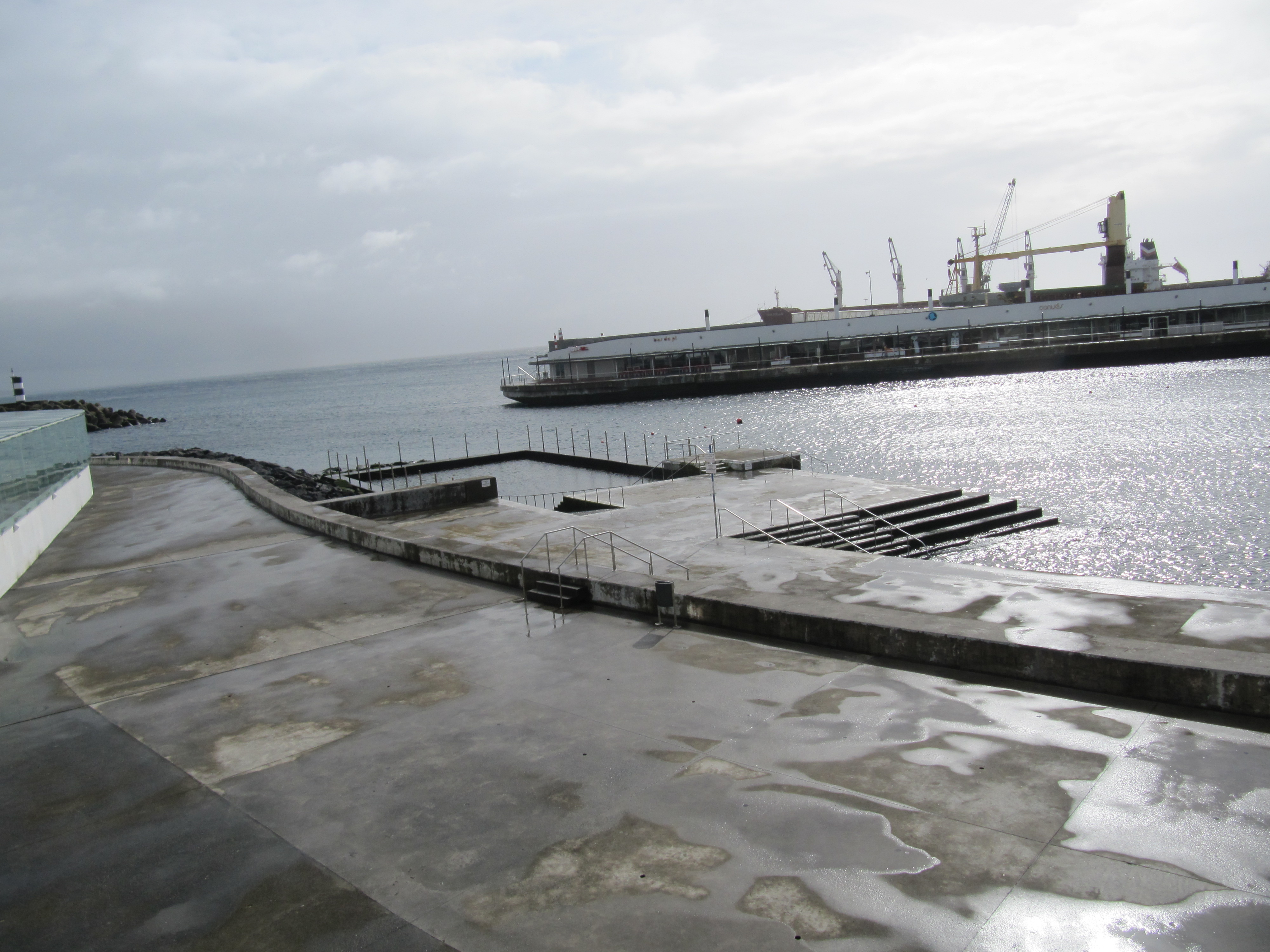
Portas do Mar: Piscina

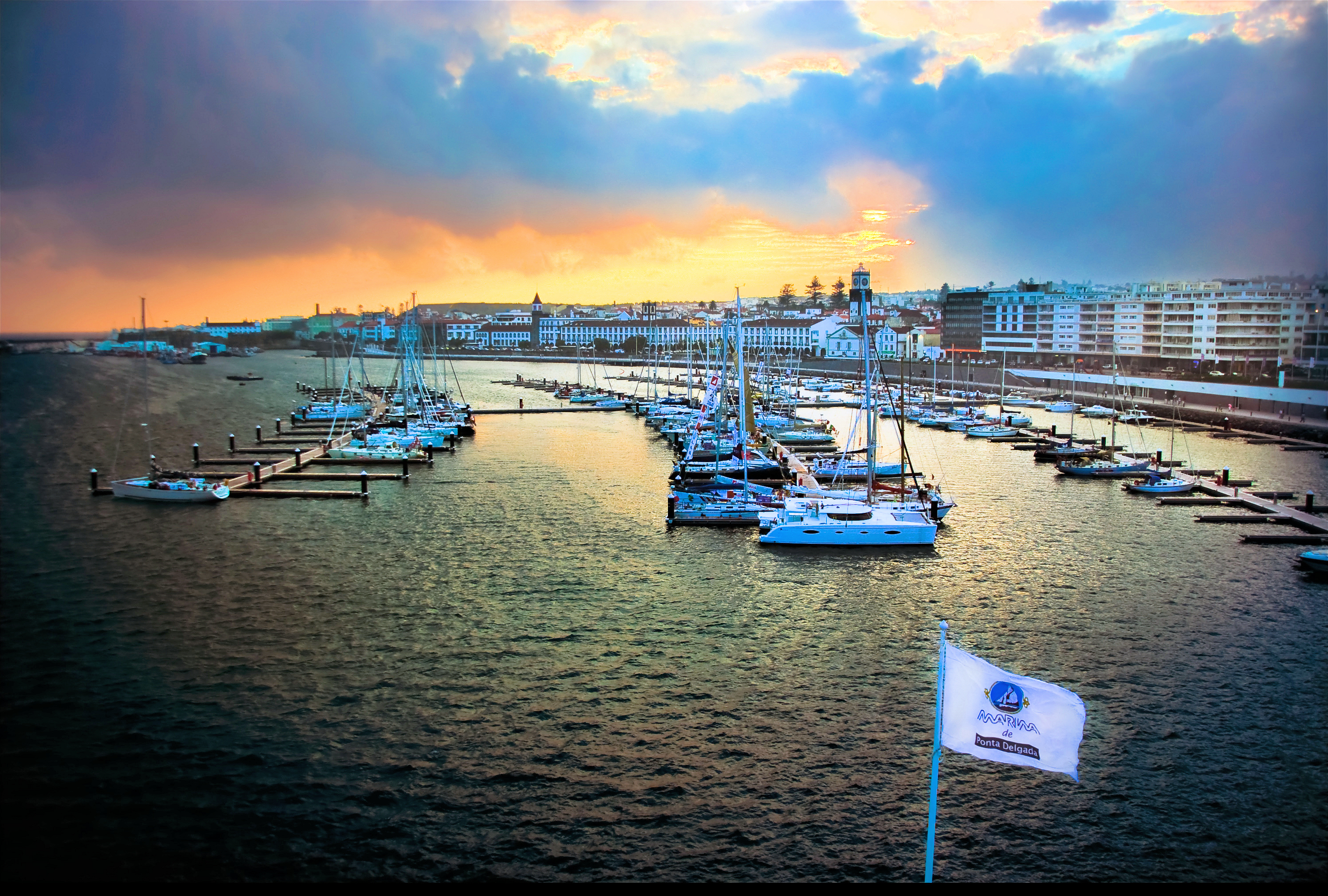
Portas do Mar, Ponta Delgada: marina.

As Portas do Mar localizam-se na cidade de Ponta Delgada, na ilha de São Miguel, nos Açores.
Trata-se de um vultoso empreendimento, inaugurado em 2008, que modernizou e dinamizou a orla marítima da cidade, associando um terminal marítimo de Cruzeiros e uma marina, com equipamentos públicos, tais como uma piscina, parque de estacionamento subterrâneo e anfiteatro, um espaço comercial com restaurantes e lojas.
O projeto é de autoria do arquiteto Manuel Salgado.
Este empreendimento, ao permitir a atracação de modernas embarcações de cruzeiro, inscreveu a cidade e a ilha na rota dos cruzeiros turísticos oceânicos, dinamizando o turismo em termos de comércio e de serviços.

## Ligações externas

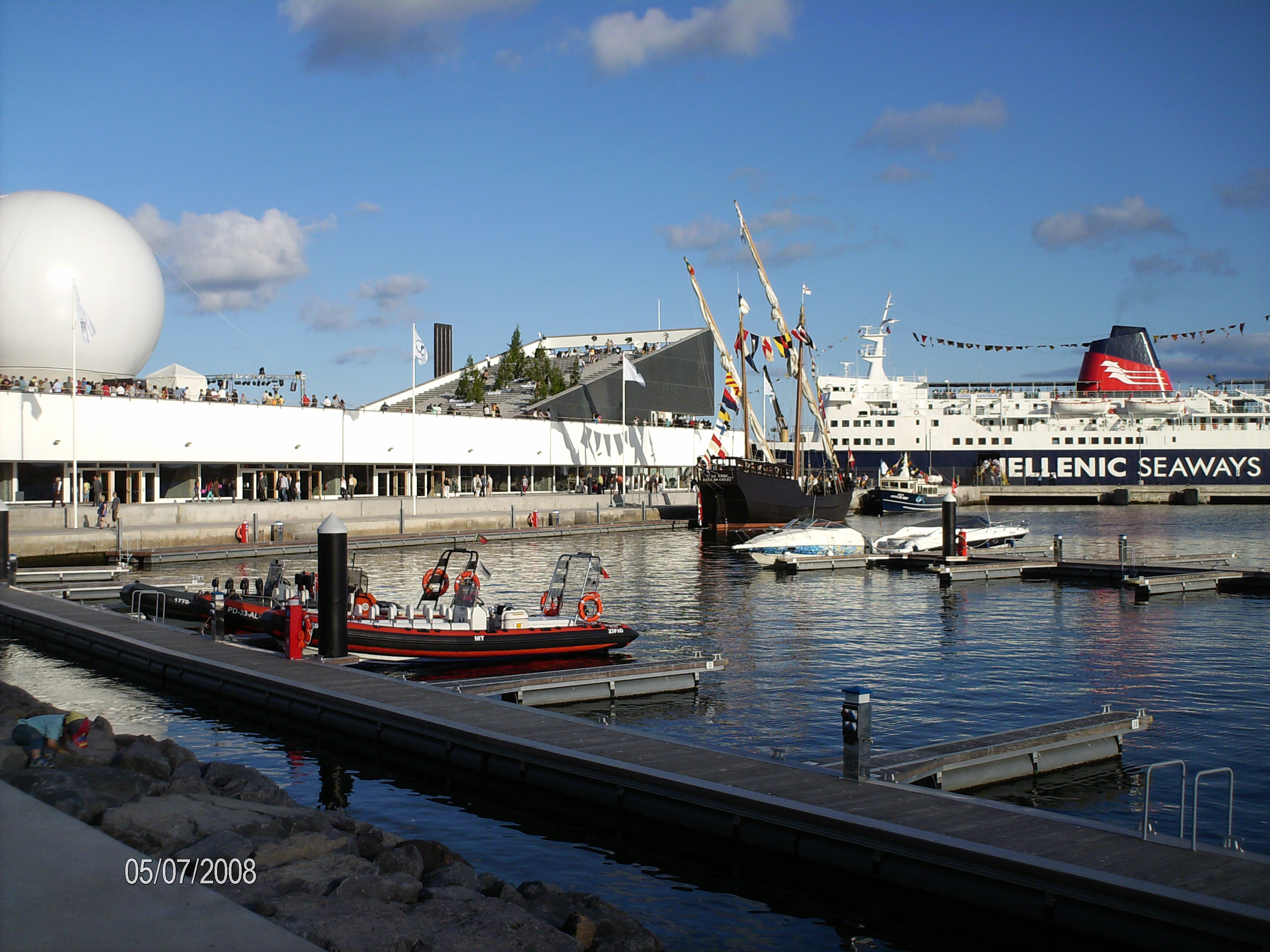
Portas do Mar.